# Ezekias Papaioanu
Ezekias Papaioanu (język grecki: Εζεκίας Παπαϊωάννου, 8 października 1908, zm. 10 kwietnia 1988) – przywódca greków cypryjskich, polityk komunistyczny, Sekretarz Generalny AKEL.
Urodził się we wsi Kielaki, w powiecie Limassol i otrzymał wykształcenie w Amerykańskiej Akademii Larnaka dzięki pomocy finansowej brata. Jego ostatni rok nauki w szkole został zarwany z powodów zdrowotnych, przeniósł się do Nikozji, gdzie ukończył studia z języka angielskiego. Następnie pracował jako górnik w Skuriotisa oraz jako robotnik w porcie w Pireusie. Przeniósł się do Londynu na początku lat 30., gdzie współpracował z Komunistyczną Partią Wielkiej Brytanii przeciwko faszystowskim organizacjom politycznym. W tym czasie został aresztowany i skazany na trzy miesiące przez władze brytyjskie. Podczas pobytu w Wielkiej Brytanii stał się członkiem założycielem "Stowarzyszenia Spraw Cypryjskich", które domagało się niepodległości Cypru.
W 1936 roku dołączył do kontyngentu 60 lewicowców cypryjskich, którzy zgłosili się do walki w wojnie domowej w Hiszpanii w ramach Brygad Międzynarodowych. 15 z nich poległo, ranny Ezekias wrócił do Londynu. Mieszkał tam po wojnie, pracując jako mleczarz.
Z początkiem II wojny światowej Ezekias próbował zwerbować się do armii brytyjskich, ale odmówiono mu z powodu jego działalności narodowo-wyzwoleńczej i zły stan zdrowia. Nie mógł pozostać bezczynny, wstąpił więc do obrony powietrznej w Londynie, gdzie służył do końca wojny. W 1945 roku został poproszony przez AKEL do powrotu na Cypr, gdzie pozostał do końca swego życia. Po powrocie natychmiast zaangażował się w polityce lokalnej i w 1946 roku został redaktorem naczelnym gazety "Democratis", a w 1949 Sekretarzem Generalnym AKEL, które to stanowisko piastował przez 40 lat aż do śmierci. W ciągu najbliższych kilku lat partia działała na rzecz praw pracowniczych i przeciw brytyjskiemu kolonializmowi. Partia została uznana za nielegalną przez władze kolonialne w 1955 roku i Ezekias wraz z innym 134 członków został aresztowany i trafił do więzienia. Wkrótce po aresztowaniu uciekł i kontynuował walkę o niepodległość.
W 1960 po tym, jak Cypr odłączył się od Imperium Brytyjskiego, został wybrany do parlamentu. Papaioanu był wielokrotnie ponownie wybierany i pełnił funkcję członka parlamentu przez 28 kolejnych lat, aż do swojej śmierci w 1988. W swoim testamencie przekazał cały swój majątek partii.